# Lý Bảo Thần
Lý Bảo Thần (chữ Hán: 李寶臣, 718 - tháng 6 năm 781), nguyên quán ở Phạm Dương, tên thật là Trương Trung Chí (張忠誌), còn gọi là Trương Bảo Thần (張寶臣) hay An Trung Chí (安忠志),, tên tự là Vi Phụ (為輔), tước hiệu Lũng Tây vương (隴西王), là tiết độ sứ Thành Đức thời nhà Đường trong lịch sử Trung Quốc. Ông từng đi theo tướng phản loạn An Lộc Sơn chống lại nhà Đường, sau quy hàng triều đình, được giữ chức Tiết độ sứ ở Thành Đức. Trong thời gian tại trấn, ông ra sức củng cố thế lực riêng, từng bước li khai triều đình, mở đầu cho nạn phiên trấn cát cứ về sau mà ba trấn Thành Đức cùng Ngụy Bác và Lư Long là lớn mạnh nhất. Lúc sắp qua đời (781), ông tự ý truyền chức Tiết độ sứ cho con là Lý Duy Nhạc nhưng triều đình nhà Đường không công nhận và đem quân thảo phạt, dẫn đến loạn tứ trấn và đỉnh cao là Sự biến Phụng Thiên (784).

## Trong loạn An Sử
Lý Bảo Thần nguyên là người dân tộc Hề, nhưng sử sách không nói rõ ràng về tổ tiên của ông. Lúc nhỏ, ông làm con nuôi của tướng Trương Sào Cao, vì thế lấy họ Trương, tên là Trung Chí. Ông được miêu tả là người giỏi cưỡi ngựa, bắn cung. An Lộc Sơn thấy tài năng của ông, liền bổ vào chức Xạ sanh quan. Giữa năm Thiên Bảo (742 - 756), trong một dịp An Lộc Sơn vào triều yết kiến hoàng đế Huyền Tông, Trương Trung Chí cũng đi theo và được Huyền Tông giữ lại trong cung làm túc vệ, tự do ra vào cung cấm.
Năm 755, An Lộc Sơn nổi dậy chống lại nhà Đường ở Phạm Dương, Trương Trung Chí từ Trường An bỏ trốn đến chỗ An Lộc Sơn. Lộc Sơn vui mừng, nhận ông là con, đổi họ của ông thành An (An Trung Chí). Sau đó Lộc Sơn cử ông dẫn 8000 binh tấn công phủ Thái Nguyên, bắt được Thái Nguyên Doãn Dương Quang Hối, đưa ông này ra khỏi Thái Nguyên. Hàng vạn binh Thái Nguyên đuổi theo nhưng không dám tới gần ông vì chủ tướng đang bị bắt làm con tin. Sau đó Lộc Sơn cho ông đóng quân ở các tuyến đường hành quân tại Thổ Môn.
Năm 756, An Lộc Sơn đánh bại quân Đường, chiếm kinh thành Trường An một thời gian nhưng lại bị con là An Khánh Tự giết để đoạt ngôi. Khánh Tự phong cho ông làm Hằng châu thứ sử. Năm 757, Đường Túc Tông tập hợp quân đội chín Tiết độ sứ cùng tấn công, bao vây An Khánh Tự ở Vệ châu, Trung Chí lo sợ bèn quy hàng nhà Đường, được Túc Tông vẫn giữ cho chức Hằng châu thứ sử. Lúc này tướng Sử Tư Minh cũng đầu hàng nhà Đường, Trung Chí trở thành tướng dưới quyền Sử Tư Minh. Không lâu sau, Tư Minh lại chống nhà Đường, thay thế An Khánh Tự làm vua nhà Đại Yên, phong cho ông làm Công bộ thượng thư, Hằng châu thứ sử, lĩnh tam vạn quân thủ Trường Sơn.
Năm 761, Sử Tư Minh bị con là Sử Triều Nghĩa giết, Trương Trung Chí không phục Sử Triều Nghĩa, liền mở đất ngôn lộ, xin nội thuộc nhà Đường. Khi Hà Sóc được bình định, Đường Đại Tông ban thưởng cho các tướng Yên về hàng, trong đó có Trương Trung Chí cùng Tiết Tung, Lý Hoài Tiên, Điền Thừa Tự. Ông đưa ban thiết khoán, cho phép truyền cho con cháu để được miễn chết nếu có phạm tội. Lại được phong chức Khai phủ nghi đồng tam ti, Kiểm giáo Lễ bộ thượng thư, Hằng châu thứ sử, thực phong 200 hộ. Sau đổi Hằng châu là Thành Đức quân, phong Trung Chí là Tiết độ sứ, đổi tên là Lý Bảo Thần.

## Tiết độ sứ Thành Đức
Ông nắm giữ sáu châu Hằng, Định, Dịch, Triệu, Thâm, Ký, sau còn lấy thêm được Thương châu, bộ tốt 50000, ngựa 5000 con. Ông từng bước li khai triều đình, cắt dần các mối quan hệ kinh tế - thương mại, chiêu tập người lưu vong, phát triển dần thế lực. Lại liên kết với các tiết độ sứ khác là Tiết Tung, Điền Thừa Tự, Lý Chính Kỉ, Lương Sùng Nghĩa, hỗ trợ lẫn nhau, có ý đem đất phong truyền cho con cháu, không tuân triều chỉ, không nộp thuế cho triều đình, tự bổ dụng quan lại trong trấn.
Để quan hệ thêm bền chặt, các bên sắp đặt việc hôn nhân. Em trai Lý Bảo Thần là Lý Bảo Chánh lấy con gái của Điền Thừa Tự ở Ngụy Bác, đồng thời gả con gái cho Lý Nạp, con trai Lý Chính Kỉ ở Bình Lư, và cưới con gái Lý Chính Kỉ cho con trai mình là Lý Duy Thành.
Năm 768, Lý Hoài Tiên ở Lư Long bị thủ hạ là Chu Hi Thải và Chu Thử, Chu Thao (em Chu Thử) ám sát. Hi Thải tự xưng Lư Long lưu hậu. Lý Bảo Thần vốn thân thiết với Lý Hoài Tiên, bèn dùng lệnh triều đình, đem quân hỏi tội Hi Thải giết chúa nhưng bị quân Lư Long đánh bại. Về sau Đường Đại Tông buộc phải công nhận Chu Hi Thải là Tiết độ sứ Lư Long.
Điền Thừa Tự tuy nắm trong tay đất Ngụy nhưng vẫn luôn nhòm ngó mở rộng lãnh thổ. Nhân Tiết độ sứ Chiêu Nghĩa Tiêu Tung hoăng (773), Điền Thừa Tự dụ tướng lại ở Chiêu Nghĩa nổi loạn. Được Thừa Tự khuyến khích, tướng Bùi Chí Thanh đuổi Chiêu Nghĩa lưu hậu Tiết Ngạc rồi đi theo Thừa Tự. Tiêu Ế (con Tiêu Tung) cũng bỏ chạy, Thừa Tự lại nhân đó đưa quân tiến công vào Tương châu và Bôn châu thuộc trấn Chiêu Nghĩa. Đại Tông sai người đến tuyên chỉ bảo Thừa Tự không nên gây chiến nhưng Thừa Tự không nghe. Sau đó, quân Ngụy Bác liên tiếp chiếm được các châu Cứ, Tương, Vệ của Chiêu Nghĩa và khống chế các châu này, cử tướng thân tín trấn giữ, do đó trấn Ngụy Bác được mở rộng và ngày một lớn mạnh hơn, lấn át trấn Thành Đức.
Năm 775, Lý Bảo Chánh (ở rể tại Ngụy) lúc chơi đá cầu với con trai Điền Thừa Tự là Điền Duy bất cẩn làm ngựa của mình xảy ra va chạm với ngựa của Điền Duy khiến Điền Duy chết. Điền Thừa Tự giận lắm, bắt giam Lý Bảo Chánh và sai sứ đến Thành Đức trách móc. Lý Bảo Thần tạ lỗi là quản giáo bất cẩn, sai gửi đến Điền Thừa Tự một cây trượng để Thừa Tự trừng phạt Lý Bảo Chánh. Thừa Tự sau đó đã đánh chết Lý Bảo Chánh, vì việc này mà hai bên sinh ra thù oán với nhau.
Năm Đại Lịch thứ 10 (775), Lý Bảo Thần cùng Lý Chính Kỉ ở Bình Lư cùng dâng biểu lên triều đình nói tội của Thừa Tự, xin đem quân thảo phạt. Đại Tông cũng muốn hạn chế thế lực phiên trấn nên bằng lòng. Có chiếu biếm Thừa Tự là Vĩnh châu thứ sử, rồi sai U châu lưu hậu Chu Thao cùng Bảo Thần hợp với vương sư tại Thái Nguyên công đánh phía bắc, Chánh Kỉ cùng quân triều đình tại Hoạt Bạc, Hà Dương, Giang Hoài đánh từ phía nam. Bảo Thần và Chánh Kỉ hội quân ở Tảo Cương, đem trâu rượu khao thưởng tướng sĩ. Bảo Thần thưởng quân sĩ rất nhiều, còn Chánh Kỉ đãi bạc. Do vậy quân của Chánh Kỉ không vừa lòng, Chánh Kỉ tạm lui quân về. Do vậy Lý Bảo Thần cùng Chu Thao tấn công Thương châu rất lâu mà chưa hạ được. Thừa Tự còn sai tâm phúc đem quân đánh sang Bình châu, Bảo Thần cử quân ứng cứu, đánh bại quân Ngụy Bác. Thấy quân của Lý Chánh Kỉ lại đến hợp với Lý Bảo Thần, Điền Thừa Tự sai sứ sang cầu hòa, Bảo Thần chưa đồng ý.
Sau đó Điền Thừa Tự dùng lễ hậu, lời ngon ngọt thuyết phục Lý Chánh Kỉ lui quân trước. Đúng lúc đó, Đại Tông sai Mã Thừa Sai đến chỗ Lý Bảo Thần để khao quân và thưởng công. Bảo Thần mang quà tặng Thừa Sai nhưng Thừa Sai tỏ ra không hài lòng và ném xuống đất, khiến Bảo Thần tức giận. Biết nguyên quán Lý Bảo Thần ở Phạm Dương, Thừa Tự dàn cảnh cho lan truyền lời sấm: Nhị đế đồng công thế vạn toàn. Tương điền tác bạn nhập U, Yến. Nhị đế ở đây chỉ Lý Bảo Thần và Lý Chánh Kỉ. Thừa Tự cũng sai sứ đến chỗ Bảo Thần nói
Ngài với Chu Thao cùng đem quân lấy Thương châu của ta. Nếu mà lấy được thì đất ấy thuộc về triều đình, đâu phải thuộc về ngài. Nay nếu có thể xá tội của Thừa Tự, nguyện dâng trọn Thương châu, lại nguyện cùng công đánh Phạm Dương. Ngài đem kị binh vây tiền khu, Thừa Tự này suất bộ tốt đi theo, cùng nhau gầy dựng cơ nghiệp cho vạn đời sau.
Lý Bảo Thần vui mừng, liền nhận lời, liên kết với Điền Thừa Tự cùng nhau tiến đánh Chu Thao ở Lư Long. Ông dùng kế nói với sứ giả của Chu Thao
Tôi nghe Chu công dung mạo như thần, nhưng chưa được thấy tận mặt. Xin cho xem dung nhan một lần, có được không?
Thao bèn sai vẽ chân dung của mình gửi đến cho ông. Lúc Chu Thao ra quân, Bảo Thần tuyển tinh tốt khỏe mạnh, đưa bức hình của Chu Thao bảo họ gặp người giống như thế thì cứ nhằm mà bắn. Nhưng Chu Thao phát giác được chuyện này và không bị hại. Điền Thừa Tự thấy việc lôi kéo Lý Bảo Thần đã xong, không tổn hại nhiều binh lính, mà khiến triều đình nghi kị Lý Bảo Thần luôn, liền viết thư nói
Trong tiểu ấp có việc quan trọng, không thể đi theo ngài được. Lời sấm truyền trên đá ta chỉ nói cho vui thôi.
Bảo Thần tức giận rút quân về. Tuy nhiên ông cũng đã thu được Thương châu từ đất Ngụy. Sang năm 776, Đại Tông phải hạ chiếu xá tội, phục quan tước cho Điền Thừa Tự. Năm 777, trên toàn cõi Trung Quốc xuất hiện các phiên trấn có thế lực lớn và đã bán li khai với triều đình, trong đó Lý Bảo Thần nắm 7 châu và 50.000 quân. Được dời làm Tả phó xạ, Lũng Tây quận vương, Kiểm giáo tư không, Đồng trung thư môn hạ bình chương sự.

## Cuối đời
Năm 778, Lý Bảo Thần xin được đổi lại họ Trương như trước (Trương Bảo Thần). Nhưng một năm sau, do lo sợ ảnh hưởng xấu của việc bỏ họ quốc tính nên ông lại xin Đường Đại Tông cho đổi sang họ Lý. Tháng 2 năm 779, Điền Thừa Tự qua đời, cháu là Điền Duyệt tự xưng Ngụy Bác lưu hậu, Lý Bảo Thần thuyết phục triều đình công nhận.
Lúc này Lý Bảo Thần tuổi đã cao, cũng có ý nhường chức Tiết độ sứ cho con là Lý Duy Nhạc. Thấy Duy Nhạc yếu đuối, lo sợ con sẽ không thể khống chế được quân lính cấp dưới nên Lý Bảo Thần cho giết các tướng dưới quyền là Tân Trung Nghĩa, Lư Thực, Định châu thứ sử Trương Nam Dung, Triệu châu thứ sử Trương Bành Lão... tổng cộng hơn 20 người để trừ họa về sau. Chỉ có Vương Vũ Tuấn (thông gia với Lý Bảo Thần) và Trương Hiếu Trung làm thứ sử Dịch châu là thoát chết (vì ông ta không đến theo triệu tập của Lý Bảo Thần).
Khi về già, Lý Bảo Thần sinh ra tàn nhẫn khắc nghiệt, tin vào quỷ thần, muốn được sống lâu và còn có chí khác. Có bọn yêu nhân giả lời sấm nói rằng Lý Bảo Thần về sau sẽ có cả thiên hạ, do đó ông cho đúc ấn, lập đàn cầu cam lộ... tướng lại không ai dám có ý kiến. Vào năm 781, Yêu nhân lo sợ nếu Bảo Thần phát hiện chuyện dối trá của mình thì khó toàn mạng, nên bảo ông uống một lọ thuốc trường sinh, nhưng thực chất đó là thuốc độc. Ba ngày sau ông qua đời, hưởng thọ 64 tuổi. Đức Tông phế triều ba ngày, truy tặng Thái bảo. Có ba con là Duy Nhạc, Duy Giản, Duy Thành. Duy Nhạc được tướng sĩ ủng hộ làm lưu hậu ở Thành Đức, nhưng triều đình không công nhận. Lý Duy Nhạc bèn cùng Điền Duyệt, Lý Chính Kỉ cùng nhau làm phản, sử xưng loạn tứ trấn. Tuy nhiên Lý Duy Nhạc bị triều đình đánh bại rồi bị tướng dưới quyền Vương Vũ Tuấn giết chết. Vũ Tuấn lên nắm quyền ở Thành Đức. Loạn lạc không chấm dứt ở đó mà vẫn tiếp tục bùng phát, đỉnh cao là Sự biến Phụng Thiên (784).